# Ixora margaretae
Ixora margaretae là một loài thực vật có hoa trong họ Thiến thảo. Loài này được (N.Hallé) Mouly & B.Bremer mô tả khoa học đầu tiên năm 2009.